# Fagus
Hêtre
Pour les articles homonymes, voir Fagus (homonymie).
Genre
Classification phylogénétique
Les hêtres (Fagus) forment un genre d'arbres feuillus, de la famille des Fagaceae. On compte une dizaine d'espèces de hêtres en Europe, en Asie et en Amérique.

Son fruit est la faîne. Un peuplement de hêtres est une hêtraie.
L'espèce la plus répandue en Europe est Fagus sylvatica.

## Étymologie
Le latin fāgus a donné les termes fol, fou, fau, foutel pour désigner cet arbre en ancien français et dans les dialectes et les langues d'oïl. D'où fouaille « bois de chauffage » (confondu avec fou, autre forme du mot feu), fouailler « fouetter » et fouet, à l'origine « petit hêtre ». Le mot latin est issu de l'indo-européen *bhāgós qui a aussi donné la racine germanique *bōk- (anglais beech, allemand Buche, vieux norrois bók) et le gaulois *bāgos, attesté dans la toponymie (cf. Bahais, Manche) et signifiant tous « hêtre ».
On relève faiart en moyen français, d'où fayard, autre nom du hêtre commun. La dialectologie relève foyard à Montbéliard / Pontarlier, fweyar à la Grand'Combe, faiard à Alès, Clermont-Ferrand, et dans le domaine franco-provençal, faye, fau, faou, faon, favinier, foutel, fouteau, etc.
On identifie ces différents mots dans la toponymie des communes ou des lieux-dits terminés par le suffixe gallo-roman *-ETU (-etum) « suffixe collectif servant à désigner un ensemble d'arbres appartenant à la même espèce » > -ay, -ey, -y (ex : FAGETU > Fay, Fahy, Fey, Fy « hêtraie »), devenu féminin *-ETA > -aye (ex : F[o]utel + -aye > la Futelaye ou la Foutelaye « la hêtraie ») > -aie (ex: hêtraie). Dans le domaine occitan, on rencontre des noms du type Lafayette, Haget (gascon : F- > H-) issus du même étymon FAGETU, mais aussi le type FAGIA > la Fage, Lahage (gascon), issus du même radical latin fag-, mais avec une terminaison -ia.
Une plantation où le hêtre domine est donc une hêtraie.

## Caractéristiques générales

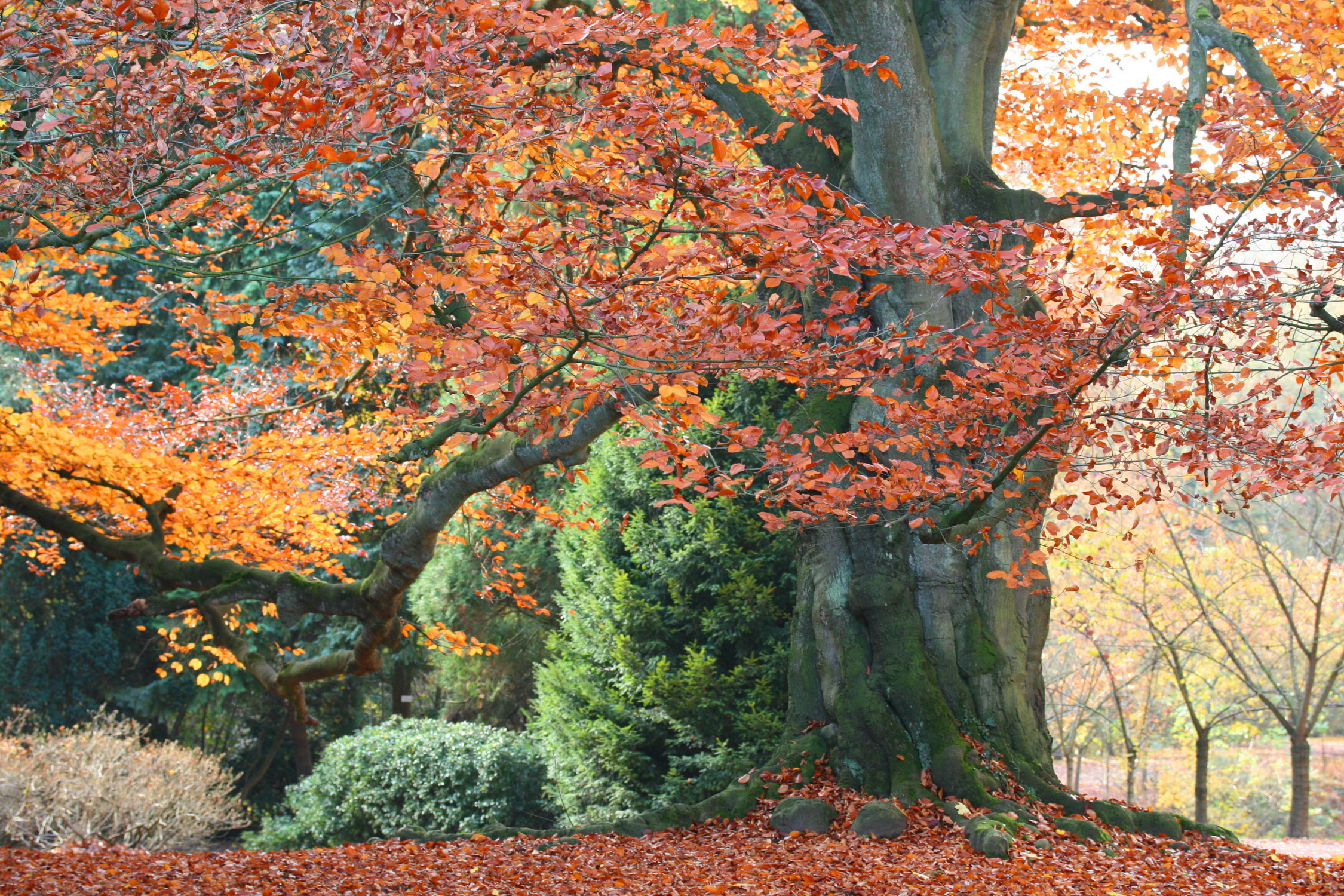
Vieux hêtre pourpre du Parc de Mariemont à Morlanwelz (Belgique).

Les hêtres sont des arbres à feuilles caduques, toujours simples, ovales, alternes. Celles-ci montrent un limbe entier, (cilié à l'état jeune), denté, courtement pétiolé. La feuille du hêtre se distingue de celle de l'orme par sa symétrie. Sa nervation craspedodrome est pennée avec des nervures secondaires alternes.
C'est une essence d'ombre en climat sec et de lumière en climat humide, elle vit le plus souvent en forêt plutôt fraîche et mature. Lorsqu'en zone tempérée et suffisamment fraîche, un jeune hêtre manque de lumière, il est capable de fortement freiner sa croissance, à la différence d'essences plus "pionnières" (bouleau, érable sycomore ou  frêne par exemple). Il survit longtemps à l'ombre de la canopée et dans les fourrés très denses ou ombragés en attendant une trouée qui lui apportera la lumière.

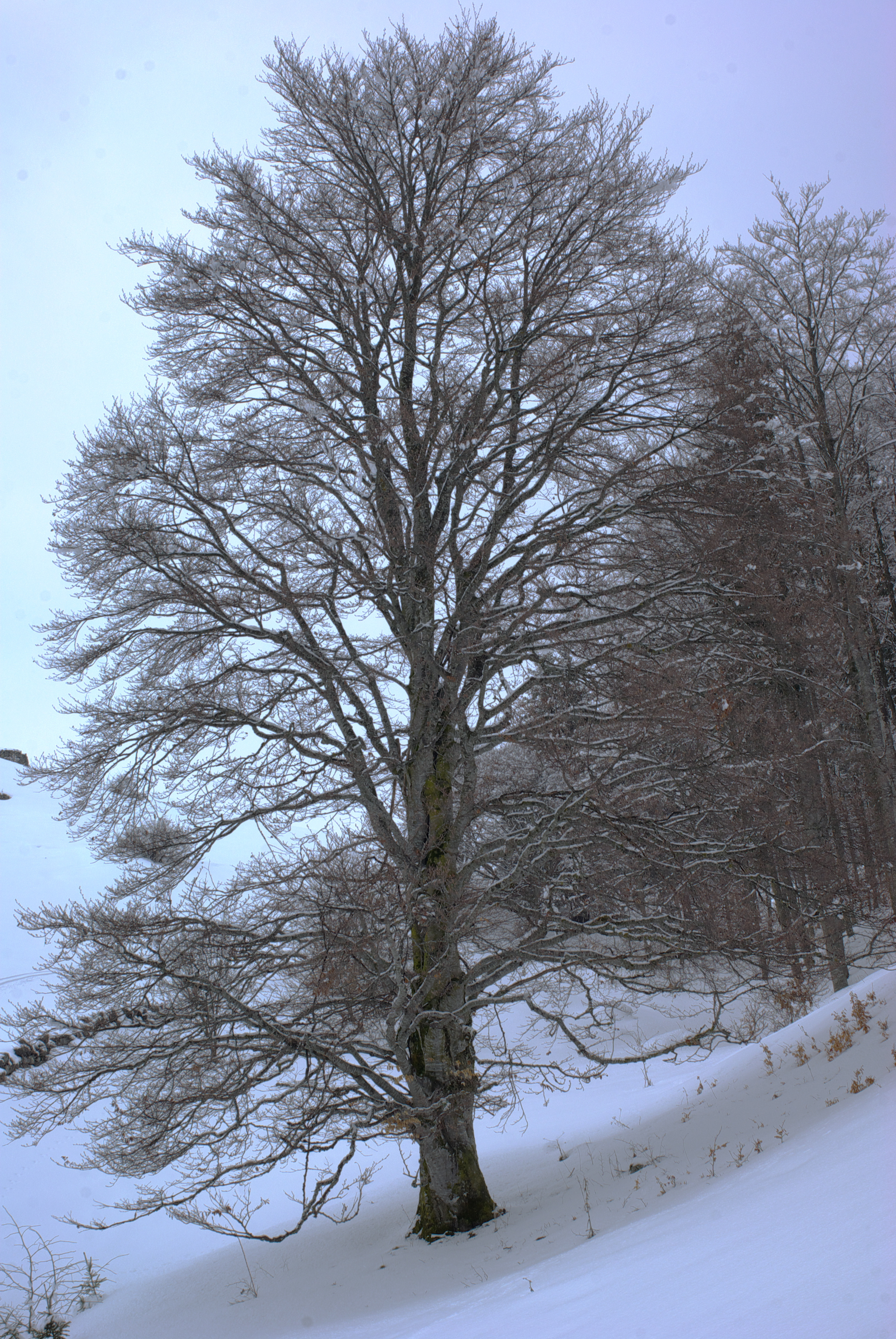
Hêtre dans le parc Bosco Chiesanuova, au Parc naturel régional de la Lessinia, Italie, 2013.

À l'ombre, il pousse légèrement moins vite que l'érable ou le frêne, mais compense par une architecture et un port de feuilles qui lui permettent de mieux exploiter la lumière sur toute la hauteur de l’arbre (avec une concentration de feuilles plus importante au milieu de la couronne et avec une croissance plutôt radiale) ; sa stratégie de captation et de recherche de la lumière est dite horizontale. Il bénéficie en outre d'une surface foliaire plus développée que les autres essences feuillues tempérées.
Les Hêtres sont des espèces monoïques (un même arbre porte les deux sexes sur des fleurs différentes). Les bourgeons floraux plus larges que les bourgeons végétatifs dont ils sont issus par induction florale, évoluent en fleurs diclines. Les fleurs mâles sont disposées en chatons globuleux ; les fleurs femelles sont réunies dans une enveloppe florale, un involucre. Fleurs mâles et femelles sont dépourvues de pétales. La pollinisation est anémophile et la fécondation allogame.

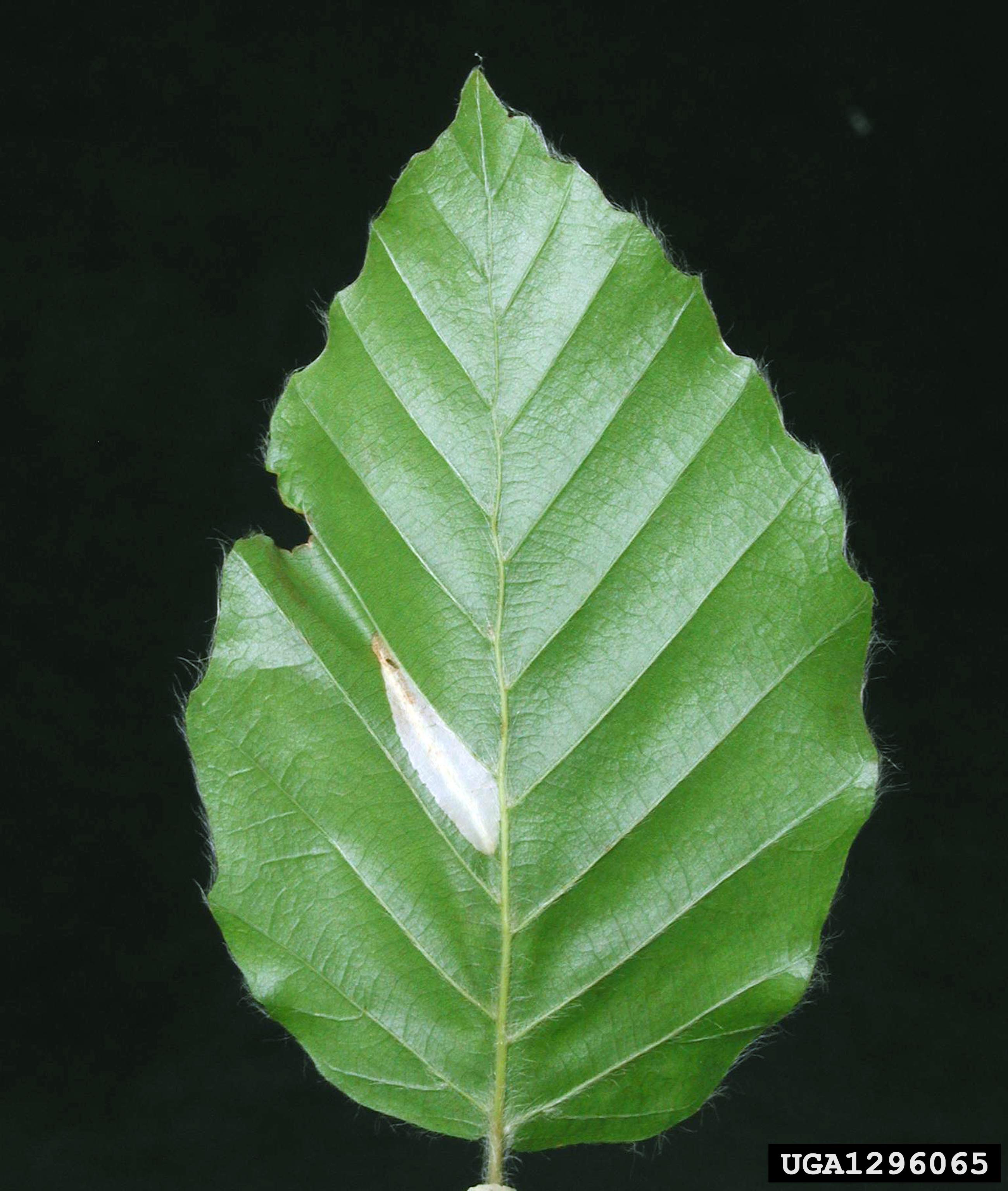
Feuille de hêtre commun.

Formule florale : {\displaystyle \ast P_{(4-6)}\;E_{8-12}\;C_{0}} и {\displaystyle \ast P_{6}\;E_{0}\;C_{({\underline {3}})}}

### Phrase mnémotechnique
La phrase mnémotechnique suivante permet de se rappeler que les charmes ont des feuilles dentées, alors que les hêtres ont des feuilles poilues : « Le charme d'Adam [à dents] c'est d'être [hêtre] à poil ».

## État des populations, menaces

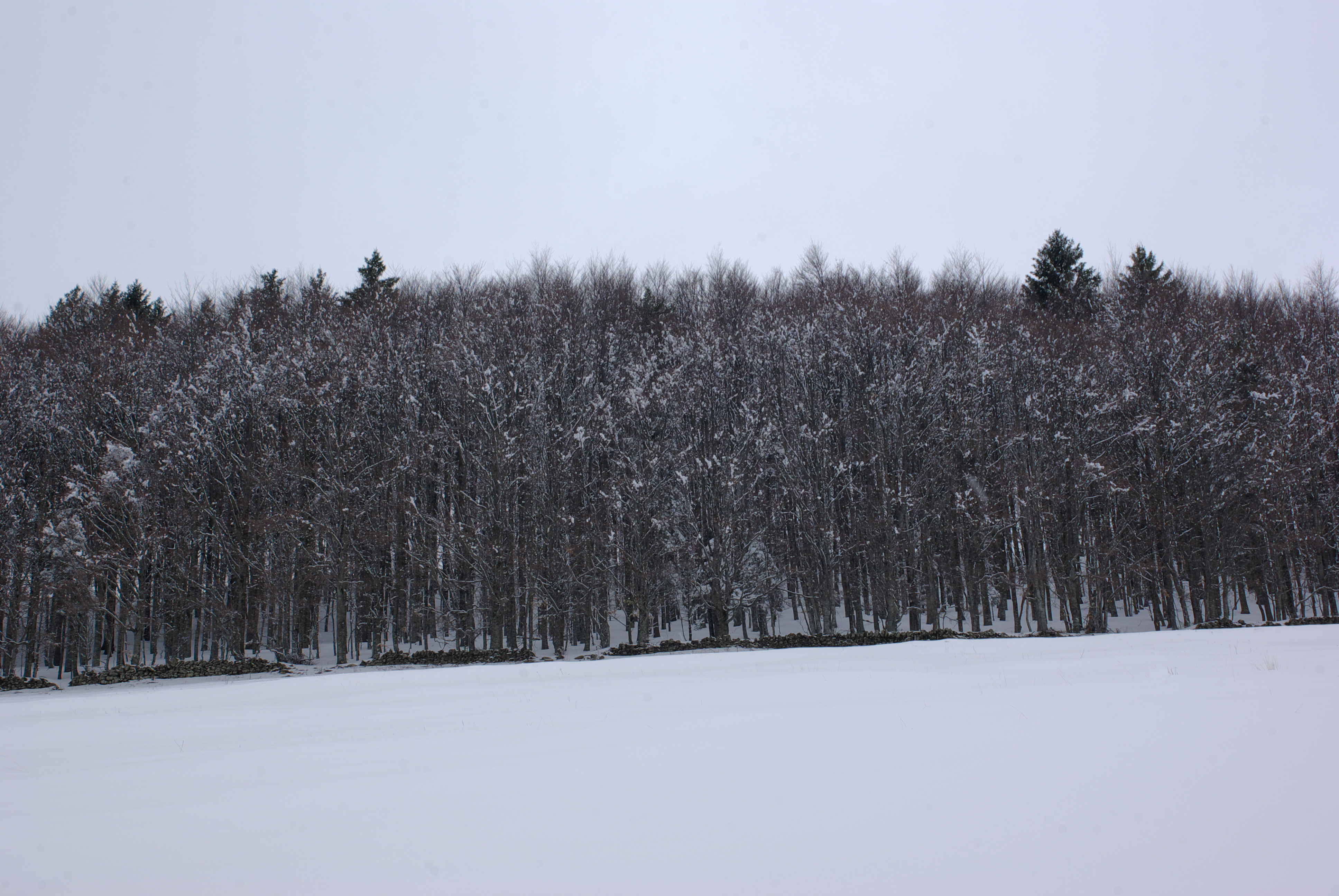
Forêt de hêtres et pâturages neigeux en Bosco Chiesanuova, au Parc naturel régional de la Lessinia, Italie, 2013.

Selon les modèles météorologiques, le dérèglement climatique pourrait mettre en péril une grande partie des populations actuelles de hêtres, y compris en France, où selon l'INRA, ils pourraient avoir presque disparu d'ici 2100.
On a montré que selon leur génome (notamment lié à leur origine géographique et édaphique), les hêtres sont plus ou moins résistants aux sécheresses. Par exemple ceux qui sont issus de graines provenant de porte-graines situés au sud-est de la Pologne se montrent, en conditions expérimentales, mieux adaptés au stress hydrique que ceux venant du centre de l’Allemagne.

## Les espèces
- Fagus crenata Bl. (synonyme Fagus sieboldii Endl.) - Hêtre du Japon
- Fagus engleriana - Hêtre de Chine
- Fagus grandifolia Ehrh. - Hêtre à grandes feuilles
  - Fagus grandifolia subsp. grandifolia - Hêtre d'Amérique
  - Fagus grandifolia subsp. mexicana - Hêtre du Mexique
- Fagus hayatae - Hêtre de Taïwan
- Fagus japonica - Hêtre bleu du Japon
- Fagus longipetiolata - Hêtre de Chine méridionale
- Fagus lucida - Hêtre brillant
- Fagus orientalis - Hêtre d'Orient
- Fagus sinensis - Soi cahn
- Fagus sylvatica L. - Hêtre commun ou hêtre vert
  - Fagus sylvatica « Atropurpurea » ou Fagus sylvatica f. purpurea - hêtre pourpre
  - Fagus sylvatica f. tortuosae - hêtre tortillard
  - Fagus sylvatica f. pendula - Hêtre pleureur
  - nombreuses autres variétés à l'article hêtre commun

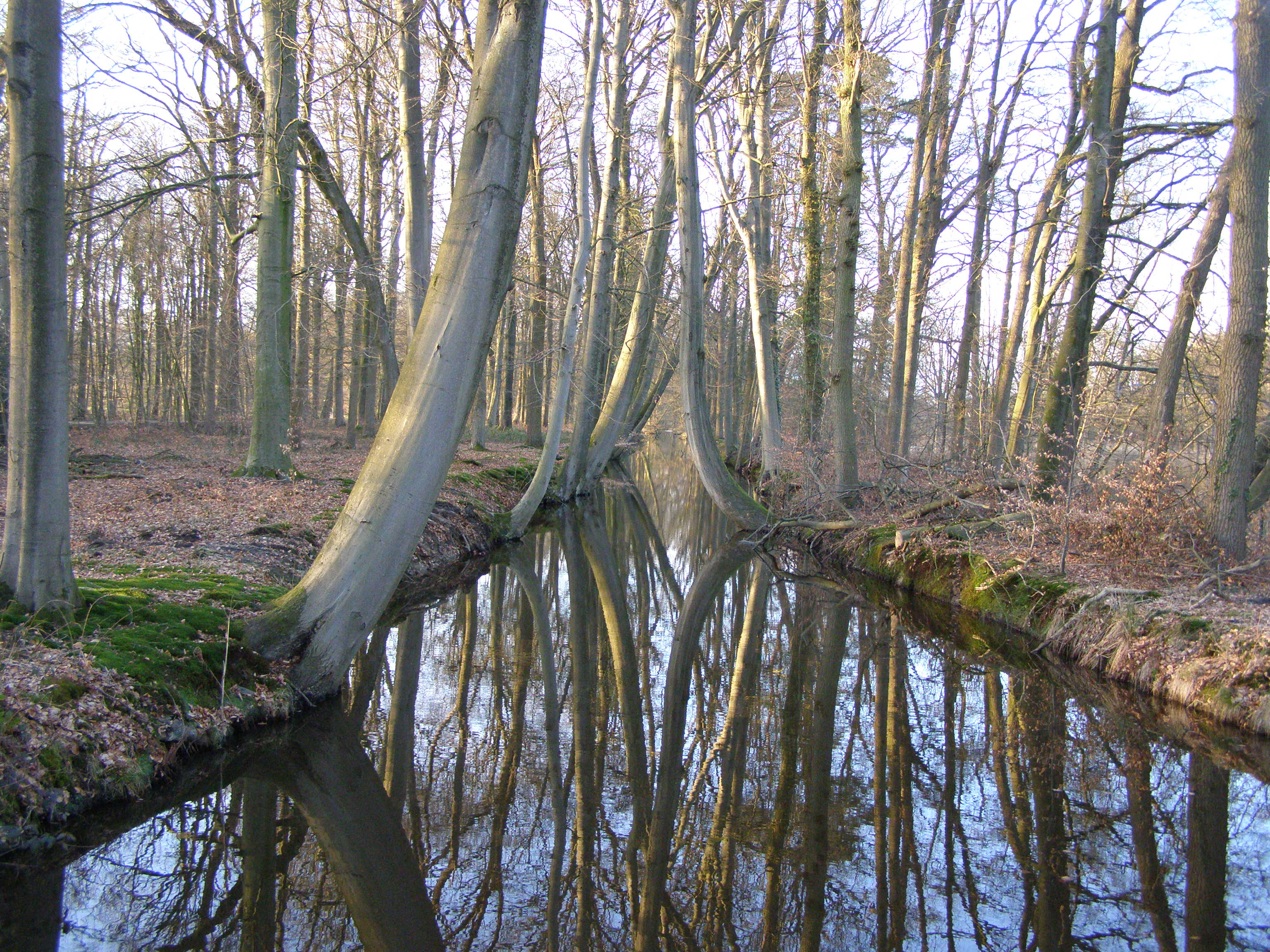
Hêtres aux troncs courbés, poussant sur les berges d'une rivière.

Arbre phylogénétique T. Denk 
|  | Fagus engleriana                                                  |
|  |                                                                   |
|  | \| \| Fagus japonica \| \| \| \| \| \| Fagus okamotoi \| \| \| \| |
|  |                                                                   |
|  | Fagus japonica                                                    |
|  |                                                                   |
|  | Fagus okamotoi                                                    |
|  |                                                                   |

|  | Fagus japonica |
|  |                |
|  | Fagus okamotoi |
|  |                |

|  | Fagus crenata                                                        |
|  |                                                                      |
|  | \| \| Fagus sylvatica \| \| \| \| \| \| Fagus orientalis \| \| \| \| |
|  |                                                                      |
|  | Fagus sylvatica                                                      |
|  |                                                                      |
|  | Fagus orientalis                                                     |
|  |                                                                      |

|  | Fagus sylvatica  |
|  |                  |
|  | Fagus orientalis |
|  |                  |

|  | Fagus longipetiolata |
|  |                      |
|  | Fagus hayatae        |
|  |                      |

|  | Fagus lucida  |
|  |               |
|  | Fagus chienii |
|  |               |

|  | Fagus longipetiolata |
|  |                      |
|  | Fagus hayatae        |
|  |                      |

|  | Fagus lucida  |
|  |               |
|  | Fagus chienii |
|  |               |

|  | Fagus crenata                                                        |
|  |                                                                      |
|  | \| \| Fagus sylvatica \| \| \| \| \| \| Fagus orientalis \| \| \| \| |
|  |                                                                      |
|  | Fagus sylvatica                                                      |
|  |                                                                      |
|  | Fagus orientalis                                                     |
|  |                                                                      |

|  | Fagus sylvatica  |
|  |                  |
|  | Fagus orientalis |
|  |                  |

|  | Fagus longipetiolata |
|  |                      |
|  | Fagus hayatae        |
|  |                      |

|  | Fagus lucida  |
|  |               |
|  | Fagus chienii |
|  |               |

|  | Fagus longipetiolata |
|  |                      |
|  | Fagus hayatae        |
|  |                      |

|  | Fagus lucida  |
|  |               |
|  | Fagus chienii |
|  |               |

|  | Fagus crenata                                                        |
|  |                                                                      |
|  | \| \| Fagus sylvatica \| \| \| \| \| \| Fagus orientalis \| \| \| \| |
|  |                                                                      |
|  | Fagus sylvatica                                                      |
|  |                                                                      |
|  | Fagus orientalis                                                     |
|  |                                                                      |

|  | Fagus sylvatica  |
|  |                  |
|  | Fagus orientalis |
|  |                  |

|  | Fagus longipetiolata |
|  |                      |
|  | Fagus hayatae        |
|  |                      |

|  | Fagus lucida  |
|  |               |
|  | Fagus chienii |
|  |               |

|  | Fagus longipetiolata |
|  |                      |
|  | Fagus hayatae        |
|  |                      |

|  | Fagus lucida  |
|  |               |
|  | Fagus chienii |
|  |               |

|  | Fagus crenata                                                        |
|  |                                                                      |
|  | \| \| Fagus sylvatica \| \| \| \| \| \| Fagus orientalis \| \| \| \| |
|  |                                                                      |
|  | Fagus sylvatica                                                      |
|  |                                                                      |
|  | Fagus orientalis                                                     |
|  |                                                                      |

|  | Fagus sylvatica  |
|  |                  |
|  | Fagus orientalis |
|  |                  |

|  | Fagus longipetiolata |
|  |                      |
|  | Fagus hayatae        |
|  |                      |

|  | Fagus lucida  |
|  |               |
|  | Fagus chienii |
|  |               |

|  | Fagus longipetiolata |
|  |                      |
|  | Fagus hayatae        |
|  |                      |

|  | Fagus lucida  |
|  |               |
|  | Fagus chienii |
|  |               |

|  | Fagus engleriana                                                  |
|  |                                                                   |
|  | \| \| Fagus japonica \| \| \| \| \| \| Fagus okamotoi \| \| \| \| |
|  |                                                                   |
|  | Fagus japonica                                                    |
|  |                                                                   |
|  | Fagus okamotoi                                                    |
|  |                                                                   |

|  | Fagus japonica |
|  |                |
|  | Fagus okamotoi |
|  |                |

|  | Fagus crenata                                                        |
|  |                                                                      |
|  | \| \| Fagus sylvatica \| \| \| \| \| \| Fagus orientalis \| \| \| \| |
|  |                                                                      |
|  | Fagus sylvatica                                                      |
|  |                                                                      |
|  | Fagus orientalis                                                     |
|  |                                                                      |

|  | Fagus sylvatica  |
|  |                  |
|  | Fagus orientalis |
|  |                  |

|  | Fagus longipetiolata |
|  |                      |
|  | Fagus hayatae        |
|  |                      |

|  | Fagus lucida  |
|  |               |
|  | Fagus chienii |
|  |               |

|  | Fagus longipetiolata |
|  |                      |
|  | Fagus hayatae        |
|  |                      |

|  | Fagus lucida  |
|  |               |
|  | Fagus chienii |
|  |               |

|  | Fagus crenata                                                        |
|  |                                                                      |
|  | \| \| Fagus sylvatica \| \| \| \| \| \| Fagus orientalis \| \| \| \| |
|  |                                                                      |
|  | Fagus sylvatica                                                      |
|  |                                                                      |
|  | Fagus orientalis                                                     |
|  |                                                                      |

|  | Fagus sylvatica  |
|  |                  |
|  | Fagus orientalis |
|  |                  |

|  | Fagus longipetiolata |
|  |                      |
|  | Fagus hayatae        |
|  |                      |

|  | Fagus lucida  |
|  |               |
|  | Fagus chienii |
|  |               |

|  | Fagus longipetiolata |
|  |                      |
|  | Fagus hayatae        |
|  |                      |

|  | Fagus lucida  |
|  |               |
|  | Fagus chienii |
|  |               |

|  | Fagus crenata                                                        |
|  |                                                                      |
|  | \| \| Fagus sylvatica \| \| \| \| \| \| Fagus orientalis \| \| \| \| |
|  |                                                                      |
|  | Fagus sylvatica                                                      |
|  |                                                                      |
|  | Fagus orientalis                                                     |
|  |                                                                      |

|  | Fagus sylvatica  |
|  |                  |
|  | Fagus orientalis |
|  |                  |

|  | Fagus longipetiolata |
|  |                      |
|  | Fagus hayatae        |
|  |                      |

|  | Fagus lucida  |
|  |               |
|  | Fagus chienii |
|  |               |

|  | Fagus longipetiolata |
|  |                      |
|  | Fagus hayatae        |
|  |                      |

|  | Fagus lucida  |
|  |               |
|  | Fagus chienii |
|  |               |

|  | Fagus crenata                                                        |
|  |                                                                      |
|  | \| \| Fagus sylvatica \| \| \| \| \| \| Fagus orientalis \| \| \| \| |
|  |                                                                      |
|  | Fagus sylvatica                                                      |
|  |                                                                      |
|  | Fagus orientalis                                                     |
|  |                                                                      |

|  | Fagus sylvatica  |
|  |                  |
|  | Fagus orientalis |
|  |                  |

|  | Fagus longipetiolata |
|  |                      |
|  | Fagus hayatae        |
|  |                      |

|  | Fagus lucida  |
|  |               |
|  | Fagus chienii |
|  |               |

|  | Fagus longipetiolata |
|  |                      |
|  | Fagus hayatae        |
|  |                      |

|  | Fagus lucida  |
|  |               |
|  | Fagus chienii |
|  |               |